# Sport in Calabria
Lo sport in Calabria è praticato in molti settori, sia a livello agonistico che amatoriale, sia per quanto riguarda gli sport più comuni che quelli meno diffusi a livello nazionale.

## Principali società sportive

### Calcio a 11 maschile
Il calcio è lo sport maggiormente praticato nella regione.
Di seguito si riporta l'elenco delle principali squadre calabresi e nell'ultima colonna è riportata la categoria alla stagione 2024-2025:
| Pos. | Società           | I livello | II livello | III livello | IV livello | Totale | Stagione 2024-2025 |
| ---- | ----------------- | --------- | ---------- | ----------- | ---------- | ------ | ------------------ |
| 1    | Reggina           | 9         | 25         | 44          | 10         | 88     | Serie D – girone I |
| 2    | Catanzaro         | 7         | 30         | 30          | 19         | 86     | Serie B            |
| 3    | Crotone           | 3         | 15         | 34          | 14         | 66     | Serie C – girone C |
| 4    | Cosenza           | -         | 26         | 47          | 14         | 87     | Serie B            |
| 5    | Rende             | -         | -          | 8           | 14         | 22     | Eccellenza         |
| 6    | Vibonese          | -         | -          | 5           | 19         | 24     | Serie D – girone I |
| 7    | Palmese           | -         | -          | 4           | 16         | 20     | Eccellenza         |
| 8    | Siderno           | -         | -          | 3           | 7          | 10     | Prima Categoria    |
| 9    | Vigor Lamezia     | -         | -          | 2           | 38         | 40     | Eccellenza         |
| 10   | Gioiese           | -         | -          | 1           | 10         | 11     | Eccellenza         |
| 11   | Villese           | -         | -          | 1           | 1          | 2      | Prima Categoria    |
| 12   | Castrovillari     | -         | -          | -           | 23         | 23     | Eccellenza         |
| 13   | Paolana           | -         | -          | -           | 13         | 13     | Eccellenza         |
| 14   | Rosarno           | -         | -          | -           | 12         | 12     | Promozione         |
| 15   | Locri             | -         | -          | -           | 11         | 11     | Serie D – girone I |
| 16   | Morrone Cosenza   | -         | -          | -           | 9          | 9      | Promozione         |
| 17   | Roccella          | -         | -          | -           | 7          | 7      | Non attiva         |
| 18   | San Luca          | -         | -          | -           | 4          | 4      | Eccellenza         |
| 19   | Lamezia Terme     | -         | -          | -           | 3          | 3      | Non attiva         |
| 20   | HinterReggio      | -         | -          | -           | 2          | 2      | Non attiva         |
| 21   | Corigliano        | -         | -          | -           | 1          | 1      | Terza Categoria    |
| 22   | Adelaide Nicastro | -         | -          | -           | 1          | 1      | Non attiva         |
| 23   | Sambiase          | -         | -          | -           | 1          | 1      | Serie D – girone I |
| 24   | Rossanese         | -         | -          | -           | -          | 0      | Eccellenza         |
| 25   | Acri              | -         | -          | -           | -          | 0      | Prima Categoria    |

### Calcio a 5

#### Maschile
- La Pirossigeno Cosenza milita in Serie A (2024-2025).
- Tra il 1997 e il 2008, il Reggio ha disputato dieci stagioni in Serie A
- Il Fabrizio ha disputato il massimo campionato nazionale, dal 2014 al 2016.
- Il Kroton ha militato in Serie B.

#### Femminile
- Royal Team Lamezia in Serie A (2023-2024).

### Beach soccer

#### Maschile
- BS Catanzaro e  Lamezia Terme Beach Soccer in Serie A (2018).
- Soakro Crotone in poule promozione Serie A (2025-26).

#### Femminile
- Catanzaro Beach Soccer in Serie A (2017).

### Pallavolo

#### Maschile
- Callipo Calabria Vibo Valentia in Serie A2 (2022-2023);
- Conad Lamezia in Serie A2 (2018-2019);
- Raffaele Lamezia,  Area Brutia Cosenza e  Franco Tigano Palmi in Serie B (2018-2019).

#### Femminile
- Volley Soverato in Serie A2 (2018-2019);
- Expert Ekuba Volley Palmi e  Ferraro Lamezia in Serie B1 (2018-2019);
- Volley Reghion Reggio Calabria e Mediolanum Energia Volley Reggio Calabria in Serie B2 (2018-2019).
- La Pallavolo Crotone esordisce in Serie B1 (2023-2024).

### Pallacanestro
- Viola R. Calabria,  Pall. Catanzaro,  Virtus Basket Lamezia in Serie B (2018-2019) e  Gioiese Cestista in Serie C (2025-2026)

### Pallanuoto

#### Maschile
- Cosenza in Serie B (2017-2018).
- Rari Nantes Crotone in

Serie A2 (2023-2024)

#### Femminile
- Cosenza in Serie A1 (2017-2018).

### Pallamano

#### Maschile
- Terranova da Sibari e  Atletico Lamezia in Serie B (2018-2019);
- Team Handball Reggio Calabria e A.P.D. Rhegion Club Handball in Serie B (2016-2017).
- La Pallamano Crotone ha militato in Serie A2 (2002-2003).

#### Femminile
- Pallamano Badolato in Serie A2 (2013-2014);
- Team Handball Reggio Calabria in Serie A2 (2014-2015).

### Rugby a 15
- Cas Reggio Calabria e Cus Cosenza Rugby in Serie C1 (2018-2019);
- Asd Rugby Rende in Serie C2 (2018-2019).clan catanzaro rugby (2018 rugby a 15)

### Football americano
- Achei Crotone (in passato in A2 ed ai play-off del superbowl) e  Black Tide Catanzaro in Terza Divisione (2018).

## Manifestazioni sportive

### Ciclismo su strada
La tradizione ciclistica calabrese è una delle più importanti nel panorama del Meridione. La regione è stata spesso sede di partenza o di arrivo del Giro d'Italia, e sulle sue strade, si svolge la più importante competizione storica del Mezzogiorno, il Giro della Provincia di Reggio Calabria.

#### Giro d'Italia in Calabria
Di seguito viene proposto l'elenco delle tappe del Giro d'Italia con partenza e/o arrivo in Calabria:
| Edizione           | Tappa |
| Giro d'Italia 1929 | Potenza-Cosenza (264 km) Cosenza-Salerno (296 km) |
| Giro d'Italia 1930 | Reggio Calabria-Catanzaro (173 km) Catanzaro-Cosenza (119 km) Cosenza-Salerno (239 km)                                                                                      |
| Giro d'Italia 1949 | Villa San Giovanni-Cosenza (214 km) Cosenza-Salerno (292 km) |
| Giro d'Italia 1954 | Reggio Calabria-Catanzaro (172 km) Catanzaro-Bari (352 km) |
| Giro d'Italia 1961 | Reggio Calabria-Cosenza (221 km) Cosenza-Taranto (237 km) |
| Giro d'Italia 1965 | Maratea-Catanzaro (203 km) Catanzaro-Reggio Calabria (161 km) |
| Giro d'Italia 1967 | Reggio Calabria-Cosenza (218 km) Cosenza-Taranto (202 km) |
| Giro d'Italia 1972 | Montesano Terme-Cosenza (190 km) Cosenza-Catanzaro (151 km) Catanzaro-Reggio Calabria (160 km)                                                                              |
| Giro d'Italia 1975 | Bari-Castrovillari (213 km) Castrovillari-Padula (123 km) |
| Giro d'Italia 1976 | Reggio Calabria-Cosenza (220 km) Cosenza-Matera (207 km) |
| Giro d'Italia 1980 | Palinuro-Campotenese (145 km) Villapiana Lido-Lecce (203 km) |
| Giro d'Italia 1981 | Sala Consilina-Cosenza (202 km) Cosenza-Reggio Calabria (231 km) |
| Giro d'Italia 1982 | Castellammare di Stabia-Diamante (226 km) Palmi-Camigliatello Silano (229 km)                                                                                               |
| Giro d'Italia 1985 | Matera-Crotone (237 km) Crotone-Paola (203 km) Paola-Salerno (240 km) |
| Giro d'Italia 1986 | Villa San Giovanni-Nicotera (115 km) Nicotera-Cosenza (194 km) Cosenza-Potenza (251 km)                                                                                     |
| Giro d'Italia 1989 | Scilla-Cosenza (204 km) Cosenza-Potenza (275 km) |
| Giro d'Italia 1993 | Paestum-Terme Luigiane (212 km) |
| Giro d'Italia 1995 | Taranto-Terme Luigiane (216 km) Acquappesa Marina-Monte Sirino (209 km) |
| Giro d'Italia 1996 | Metaponto-Crotone (193 km) Crotone-Catanzaro (179 km) Amantea-Monte Sirino (164 km)                                                                                         |
| Giro d'Italia 1997 | Cava de' Tirreni-Castrovillari (233 km) Castrovillari-Taranto (186 km) |
| Giro d'Italia 1999 | Vibo Valentia-Terme Luigiane (186 km) Terme Luigiane-Monte Sirino (144 km)                                                                                                  |
| Giro d'Italia 2000 | Paestum-Scalea (177 km) Scalea-Matera (233 km) |
| Giro d'Italia 2003 | Policoro-Terme Luigiane (145 km) Terme Luigiane-Vibo Valentia (175 km) |
| Giro d'Italia 2005 | Reggio Calabria-Reggio Calabria (1,1 km - cronoprologo) Reggio Calabria-Tropea (208 km) Catanzaro Lido-Santa Maria del Cedro (182 km) Diamante-Giffoni Valle Piana (205 km) |
| Giro d'Italia 2008 | Pizzo-Catanzaro (183 km) Belvedere Marittimo-Contursi Terme (203 km) |
| Giro d'Italia 2011 | Sapri-Tropea (217 km) |
| Giro d'Italia 2013 | Policastro Bussentino-Serra San Bruno (244 km) Cosenza-Matera (199 km) |
| Giro d'Italia 2016 | Catanzaro-Praia a Mare (200 km) Praia a Mare-Benevento (233 km) |
| Giro d'Italia 2017 | Reggio Calabria-Terme Luigiane (217 km) Castrovillari-Alberobello (224 km)                                                                                                  |
| Giro d'Italia 2018 | Pizzo-Praia a Mare (159 km) Praia a Mare-Montevergine di Mercogliano (209 km)                                                                                               |
| Giro d'Italia 2020 | Mileto-Camigliatello Silano (223 km) Castrovillari-Brindisi (216 km) |
| Giro d'Italia 2022 | Palmi-Scalea (192 km) Diamante-Potenza (198 km) |

Di seguito viene proposto l'elenco delle sedi di partenza e di arrivo delle tappe del Giro d'Italia che sono transitate dalla Calabria:
| Pos. | Città                    | Provincia       | Sedi | Part. | Arr. |
| 1    | Cosenza                  | Cosenza         | 21   | 11    | 10   |
| 2    | Catanzaro/Catanzaro Lido | Catanzaro       | 12   | 6     | 6    |
| 2    | Reggio Calabria          | Reggio Calabria | 12   | 8     | 4    |
| 4    | Terme Luigiane           | Cosenza         | 7    | 2     | 5    |
| 5    | Castrovillari            | Cosenza         | 6    | 4     | 2    |
| 6    | Crotone                  | Crotone         | 4    | 2     | 2    |
| 7    | Praia a Mare             | Cosenza         | 4    | 4     | 2    |
| 7    | Diamante                 | Cosenza         | 3    | 2     | 1    |
| 7    | Scalea                   | Cosenza         | 3    | 1     | 2    |
| 10   | Camigliatello Silano     | Cosenza         | 2    | 0     | 2    |
| 10   | Nicotera                 | Vibo Valentia   | 2    | 1     | 1    |
| 10   | Paola                    | Cosenza         | 2    | 1     | 1    |
| 10   | Palmi                    | Reggio Calabria | 2    | 2     | 0    |
| 10   | Pizzo                    | Vibo Valentia   | 2    | 2     | 0    |
| 10   | Tropea                   | Vibo Valentia   | 2    | 0     | 2    |
| 10   | Vibo Valentia            | Vibo Valentia   | 2    | 1     | 1    |
| 10   | Villa San Giovanni       | Reggio Calabria | 2    | 2     | 0    |
| 18   | Acquappesa Marina        | Cosenza         | 1    | 1     | 0    |
| 18   | Amantea                  | Cosenza         | 1    | 1     | 0    |
| 18   | Belvedere Marittimo      | Cosenza         | 1    | 1     | 0    |
| 18   | Campotenese              | Cosenza         | 1    | 0     | 1    |
| 18   | Mileto                   | Vibo Valentia   | 1    | 1     | 0    |
| 18   | Santa Maria del Cedro    | Cosenza         | 1    | 0     | 1    |
| 18   | Scilla                   | Reggio Calabria | 1    | 1     | 0    |
| 18   | Serra San Bruno          | Vibo Valentia   | 1    | 0     | 1    |
| 18   | Villapiana Lido          | Cosenza         | 1    | 1     | 0    |

#### Giro della Provincia di Reggio Calabria
Il Giro della Provincia di Reggio Calabria è una corsa a tappe maschile, che si svolge annualmente nella provincia di Reggio Calabria. Dal 2005 al 2012 ha fatto parte del calendario dell'UCI Europe Tour, categoria 2.1. Nel 2013 il Giro non viene disputato. La corsa è organizzata dallo Sporting Club 1917 di Reggio Calabria sin dalla prima edizione, tranne quelle del 2003, 2004 e 2005 che sono state organizzate dalla RCS Sport, in totale sono state disputate 64 edizioni.

### Automobilismo
- Il Racing Team Lamezia Motorsport organizza la cronoscalata del Reventino, gara valevole per il CIVM e il Challenge FIA.

### Motociclismo
- Il Motoclub Calabria Enduro di Cosenza organizza gare di Enduro, Supermotard e Motocross.

## Principali impianti sportivi

### Impianti all'aperto

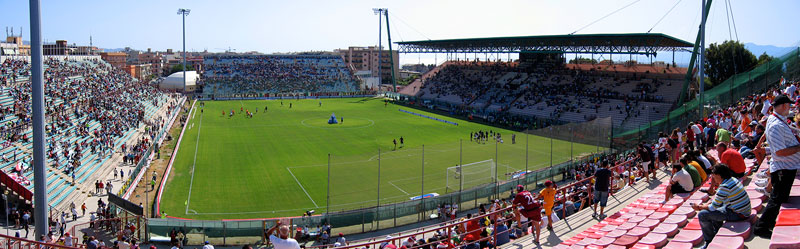
Stadio Oreste Granillo

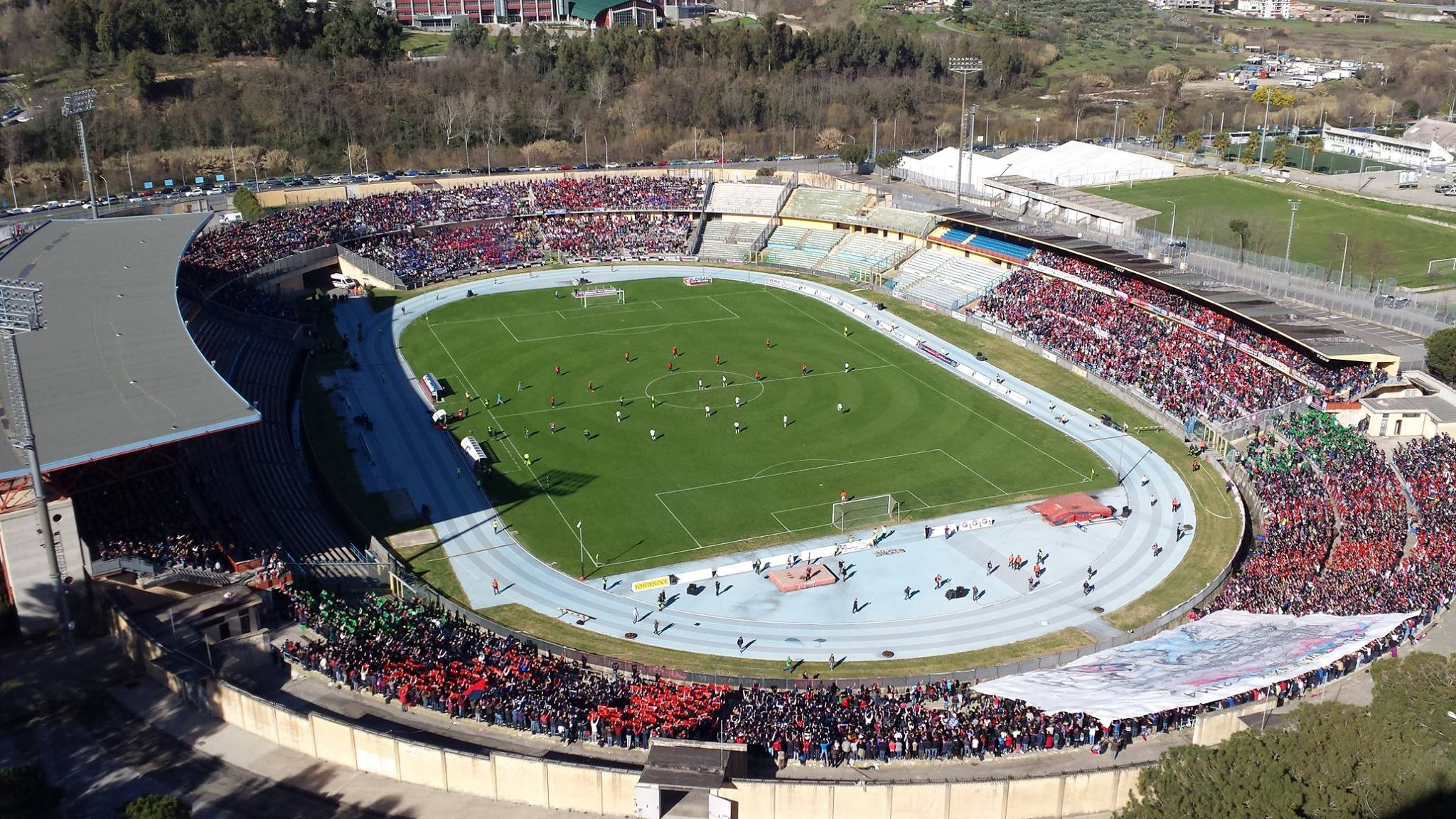
Stadio San Vito-Gigi Marulla

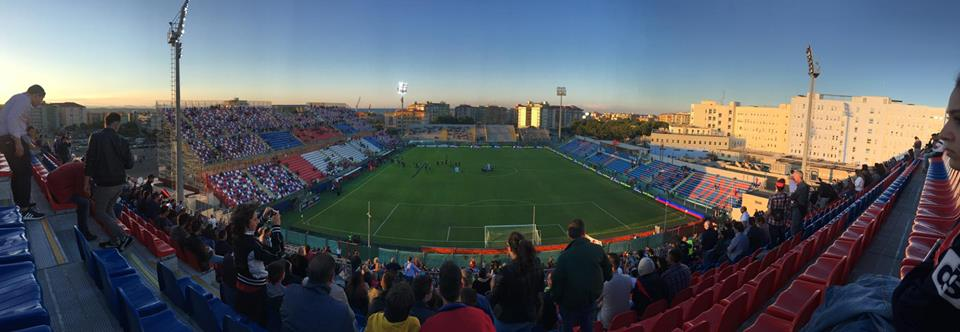
Stadio Ezio Scida

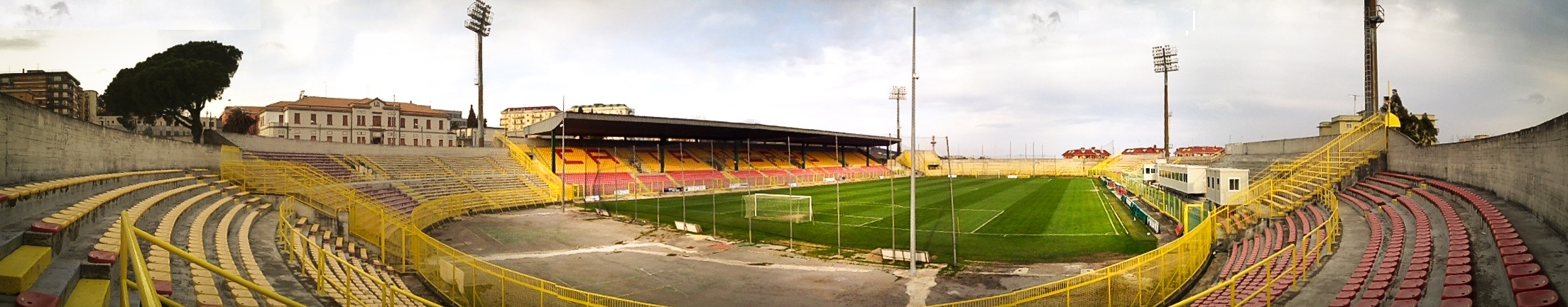
Stadio Nicola Ceravolo

| N. | Denominazione                  | Città                   | Capienza | Sport            | Utilizzatori  |
| -- | ------------------------------ | ----------------------- | -------- | ---------------- | ------------- |
| 1  | Stadio Oreste Granillo         | Reggio Calabria         | 22.868   | Calcio           | Reggina       |
| 2  | Stadio San Vito-Gigi Marulla   | Cosenza                 | 20.987   | Calcio           | Cosenza       |
| 2  | Stadio San Vito-Gigi Marulla   | Cosenza                 | 20.987   | Atletica leggera |               |
| 3  | Stadio Ezio Scida              | Crotone                 | 16.108   | Calcio           | Crotone       |
| 4  | Stadio Nicola Ceravolo         | Catanzaro               | 14.650   | Calcio           | Catanzaro     |
| 5  | Stadio Pasquale Stanganelli    | Gioia Tauro (RC)        | 7.000    | Calcio           | Gioiese       |
| 5  | Stadio Pasquale Stanganelli    | Gioia Tauro (RC)        | 7.000    | Atletica leggera |               |
| 6  | Stadio Luigi Razza             | Vibo Valentia           | 6.000    | Calcio           | Vibonese      |
| 7  | Stadio Marco Lorenzon          | Rende (CS)              | 5.000    | Calcio           | Rende         |
| 8  | Stadio Stefano Rizzo           | Corigliano-Rossano (CS) | 4.500    | Calcio           | Rossanese     |
| 9  | Stadio Giuseppe Raffaele Macrì | Locri (RC)              | 4.500    | Calcio           | Locri         |
| 10 | Stadio Guido D'Ippolito        | Lamezia Terme (CZ)      | 3.730    | Calcio           | Vigor Lamezia |

### Palasport

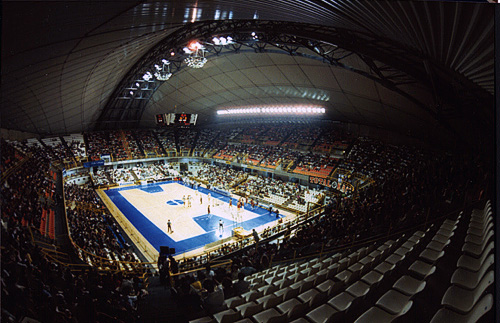
PalaCalafiore

| Pos. | Palasport       | Città                   | Capienza |
| ---- | --------------- | ----------------------- | -------- |
| 1    | PalaCalafiore   | Reggio Calabria         | 8.450    |
| 2    | PalaMaiata      | Vibo Valentia           | 5.000    |
| 3    | PalaGallo       | Catanzaro               | 3.500    |
| 4    | PalaCorigliano  | Corigliano-Rossano (CS) | 3.000    |
| 5    | PalaGreco       | Catanzaro               | 3.000    |
| 6    | PalaMilone      | Crotone                 | 3.000    |
| 7    | PalaBotteghelle | Reggio Calabria         | 2.500    |
| 8    | PalaValentia    | Vibo Valentia           | 2.500    |
| 9    | PalaPirossigeno | Rende (CS)              | 1.700    |
| 10   | PalaCosentia    | Cosenza                 | 1.200    |